# 小林成美
小林 成美（こばやし なるみ、2000年4月17日 - ）は、日本の陸上競技選手、長距離走。三井住友海上所属。

## 経歴
長野市立川中島中学校、長野県長野東高等学校卒業。名城大学外国語学部国際英語学科に在学し女子駅伝部に所属。中学・高校・大学いずれも駅伝の強豪校で、中心メンバーとして駅伝で活躍した。
川中島中では、3年連続全国中学駅伝に出場し中2では5区で区間3位となりチームは準優勝となった。2016年に長野東高校入学。高2・高3の時に駅伝メンバーに入り全国高校駅伝女子で2年連続の準優勝となった。1学年上に和田有菜（のち名城大）が、同学年のライバルに萩谷楓（のちエディオン）が、1学年下に高松いずみ（のち東京メトロ）らがいた。2017年の高2時には全国高校駅伝でアンカー5区5kmを区間3位16:02で走り準優勝に貢献した。2018年の高3時には主将となり、2年連続でアンカー5区で区間4位（日本人1位）ながら15:43の好成績を記録した。当時、エース区間1区は高松いずみ（2年）が好走し、同級生の萩谷楓は2区を13:13でまとめ区間6位（日本人3位）だった。和田有菜が抜けた高3時の2度目の全国準優勝は高松いずみと共に「留学生区間」を走った萩谷と、特に小林の好走が大きな役割を果たした。また、3年連続して全国女子駅伝にも出場した。
名城大学では上級生に加世田梨花、髙松智美ムセンビ、川中島中・長野東高の先輩である和田有菜という強力なメンバーがいた。そのような環境でも同期の荒井優奈、山本有真とともに全日本大学女子駅伝と大学女子選抜（富士山女子）駅伝に出場していずれも優勝を果たし、富士山女子駅伝6区では区間賞も獲得した。
全日本大学女子駅伝では1区を走り五島莉乃（中央大学）に千切られた。五島は6㎞前後の距離では大学最強とも言われるランナーなので特に失敗したわけではないが、「自分を責めて精神的にたくましくなった」と富士山女子駅伝の実況放送で紹介された。
2020年コロナ感染が広がり大会が相次いで中止になる中、10000mで自己記録を更新しチームに刺激を与えるなど名城大学のエースの1人に成長した。全日本大学女子駅伝と全日本大学女子駅伝で連続区間新を記録し優勝に貢献した。
2021年は日本選手権10000mでは実業団勢の有力ランナーと争い3位入賞も果たし、7月10日のホクレンディスタンスチャレンジ網走大会の女子10000mでは31分22秒34を出して1位となり、2010年に吉本ひかり（佛教大学）が樹立した31分30秒92の日本女子学生記録を11年ぶりに更新すると共に2022年世界陸上競技選手権大会（アメリカ・ユージーン）の同種目参加標準記録を突破した。しかしオレゴン渡航前に新型コロナに感染し参加できなくなった。
2023年の卒業後は、三井住友海上に就職して競技を継続するものの同年はレースの出場がなく、2024年からレースに復帰した。
2025年5月24日に自身のSNSにて翌25日の東日本実業団陸上競技選手権でのレースを以って現役引退を発表。

## 主な記録
| 年     | 大会                           | 種目           | 順位            | 備考             |
| ------ | ------------------------------ | -------------- | --------------- | ---------------- |
| 2013年 | 全国中学駅伝                   | 2区            | 区間5位         | 川中島中学10位   |
| 2014年 | 全国中学駅伝                   | 5区            | 区間3位         | 川中島中学2位    |
| 2015年 | 全国中学駅伝                   | 1区            | 区間19位        | 川中島中学19位   |
| 2017年 | 全国女子駅伝                   | 6区            | 9位             | 長野県10位       |
|        | クロスカントリー日本選手権     | ジュニア4km    | 2位             |                  |
|        | 全国高校駅伝女子               | 5区            | 区間3位         | 長野東高校2位    |
| 2018年 | 全国女子駅伝                   | 6区            | 4位             | 長野県9位        |
|        | クロスカントリー日本選手権     | ジュニア6km    | 4位             |                  |
|        | 全国高校駅伝女子               | 5区            | 区間4位         | 長野東高校2位    |
| 2019年 | 全国女子駅伝                   | 4区            | 区間賞          | 長野県6位        |
|        | クロスカントリー日本選手権     | ジュニア6km    | 7位             |                  |
|        | 日本インカレ                   | 10000m         | 13位            |                  |
|        | 全日本大学女子駅伝             | 1区            | 区間9位         | 名城大学優勝     |
|        | 大学女子選抜（富士山女子）駅伝 | 6区            | 区間賞          | 名城大学優勝     |
| 2020年 | 全国女子駅伝                   | 4区            | 区間3位         | 長野県4位        |
|        | クロスカントリー日本選手権     | シニア8km      | 17位            | 名城大学団体優勝 |
|        | 日本インカレ                   | 10000m         | 2位             |                  |
|        | 全日本大学女子駅伝             | 3区            | 区間賞/区間新   | 名城大学優勝     |
|        | 大学女子選抜（富士山女子）駅伝 | 7区            | 区間賞/区間新   | 名城大学優勝     |
| 2021年 | 学生女子ハーフマラソン         | ハーフマラソン | 優勝            |                  |
|        | 第105回日本選手権・袋井        | 10000m         | 3位             |                  |
|        | 日本学生個人                   | 5000m          | 優勝/大会新     |                  |
|        | ホクレンDC2021･網走            | 10000m         | 優勝/日本学生新 | 31分22秒34       |
|        | 日本インカレ                   | 5000m          | 2位             |                  |
|        | 全日本大学女子(杜の都)駅伝     | 5区            | 区間3位         | 名城大学優勝     |
|        | 大学女子駅伝（富士山女子）駅伝 | 7区            | 区間賞          | 名城大学優勝     |